# Blake Skjellerup
Blake Skjellerup est un patineur de vitesse sur piste courte néo-zélandais.

## Biographie
Il participe aux épreuves de patinage de vitesse sur piste courte aux Jeux olympiques de 2010.